# Oliver (Sänger)
William Oliver Swofford (* 22. Februar 1945 in North Wilkesboro, North Carolina; † 12. Februar 2000 in Shreveport) war ein US-amerikanischer Popsänger, der unter dem Namen Oliver insbesondere mit dem Lied Good Morning Starshine aus dem Musical Hair bekannt wurde.

## Leben und Wirken
Er begann seine musikalische Karriere in einer Band namens „Good Earth“. Mit dem Song Good Morning Starshine, den Galt MacDermot 1968 für das Musical Hair komponierte, gelang ihm im Frühjahr 1969 ein erster Solohit, der sich zum Evergreen entwickeln sollte. Die Platte erreichte Platz 3 der US-Charts und kam in England auf Platz 6.
Die Nachfolgesingle Jean wurde in den USA ebenfalls ein Millionenseller, danach blieb allerdings weiterer Erfolg aus.
Oliver starb im Alter von 54 Jahren an einer Krebserkrankung.